# Marina Kiehl

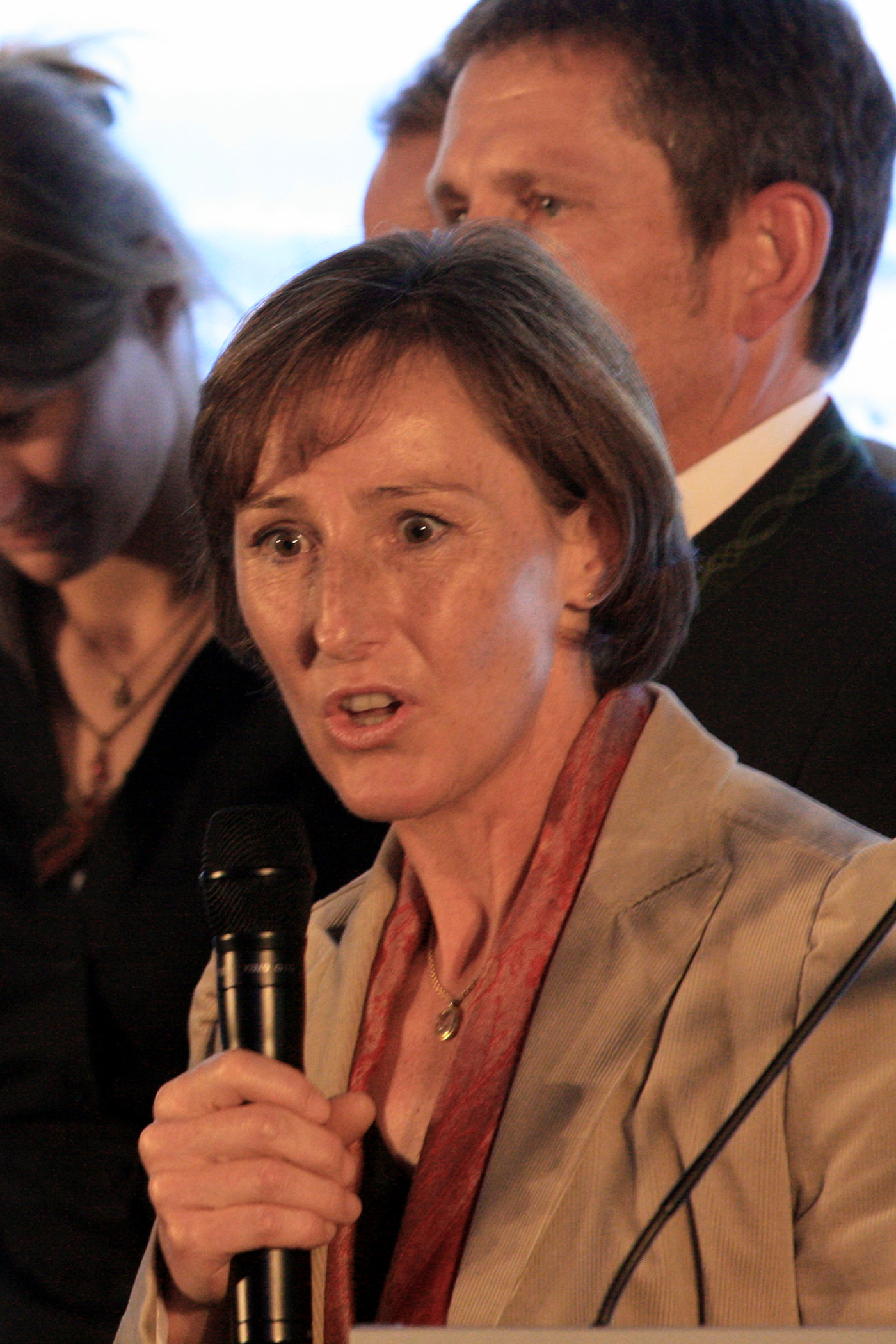
Marina Kiehl

Marina Kiehl (München, 12 januari 1965) is een Duits oud-alpineskiester.

## Palmares

### Olympische winterspelen
- Calgary (1988)

- - Gouden medaille in de afdaling